# Apside
| (1) mais distante | (3) foco | (2) mais próximo |
| ----------------- | -------- | ---------------- |
| apocentro         | primário | pericentro       |
| afélio            | Sol      | periélio         |
| apastron          | estrela  | periastron       |
| apogeu            | Terra    | perigeu          |

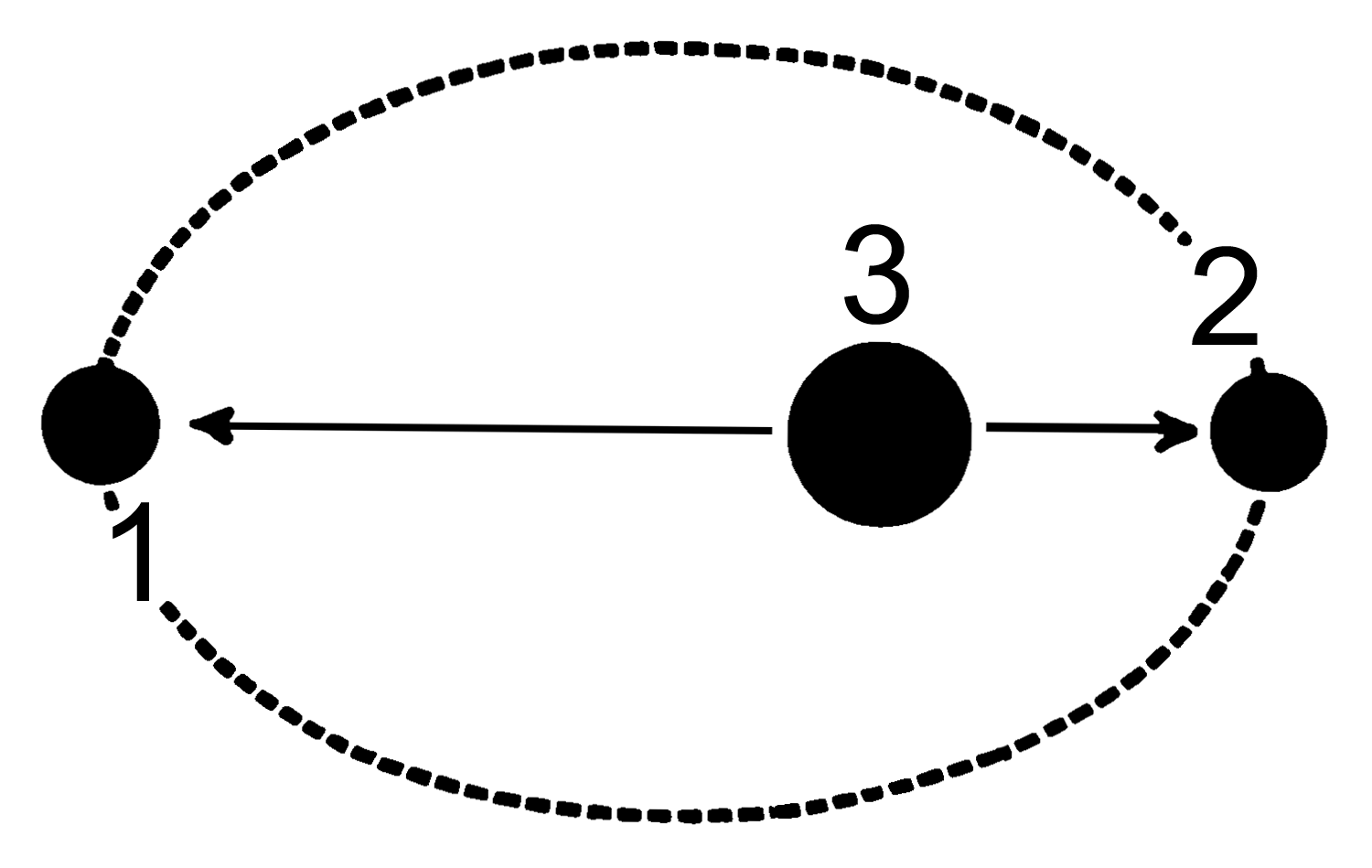
O apside indica o ponto mais próximo e mais distante de um corpo orbitando ao redor de sua estrela.

Apside (em grego:  ἁψίς; plural  apsides, grego: ἁψῖδες) é um ponto extremo na órbita de um objeto astronômico. Em suma, é o ponto extremo da órbita do eixo maior da elipse, em que um planeta ou satélite se acha mais perto ou mais longe do centro. A palavra vem através do latim e do grego e é cognato com abside. Para as órbitas elípticas em torno de um corpo maior, existem duas apsides, nomeadas com os prefixos peri- (de περί (peri), que significa "próximo") e ap- ou apo- (de ἀπ (ό) (ap (ó)), que significa "longe de") adicionado a uma referência à coisa que está sendo orbitada.

## Periélio e afélio

Diagrama da órbita direta de um corpo ao redor do Sol, com seus pontos mais próximo (periélio) e mais distante (afélio)

O periélio (q) e o afélio (Q) são, respectivamente, os pontos mais próximo e mais distante da órbita direta de um corpo ao redor do Sol.
A comparação dos elementos orbitais osculantes em uma época específica com os de uma época diferente gera diferenças. O instante de passagem pelo periélio, como um dos seis elementos osculantes, não é uma previsão exata (exceto em um modelo genérico de dois corpos) da distância mínima real até o Sol usando o modelo dinâmico completo. Previsões precisas da passagem pelo periélio requerem integração numérica.

### Planetas internos e externos
As duas imagens abaixo mostram as órbitas, os nós orbitais e as posições de periélio (q) e afélio (Q) dos planetas do Sistema Solar, vistos de cima do polo norte do plano da eclíptica terrestre, que é coplanar com o plano orbital da Terra. Os planetas giram em sentido anti-horário ao redor do Sol e, para cada planeta, a parte azul da órbita fica ao norte do plano da eclíptica, a parte rosa fica ao sul, e pontos marcam o periélio (verde) e o afélio (laranja).
A primeira imagem (abaixo à esquerda) mostra os planetas internos, situados para fora do Sol na ordem: Mercúrio, Vênus, Terra e Marte. A órbita de referência da Terra está em amarelo e representa o plano orbital de referência. No momento do equinócio vernal, a Terra está na parte inferior da figura. A segunda imagem (abaixo à direita) mostra os planetas externos: Júpiter, Saturno, Urano e Netuno.
Os nós orbitais são os dois pontos extremos da "linha dos nós" onde a órbita inclinada de um planeta cruza o plano de referência; aqui podem ser vistos como os pontos onde a parte azul de uma órbita encontra a parte rosa.

O periélio (verde) e o afélio (laranja) dos planetas internos do Sistema Solar
O periélio (verde) e o afélio (laranja) dos planetas externos do Sistema Solar

### Linhas dos ápsides
O gráfico mostra o intervalo extremo — desde a aproximação mais próxima (periélio) até o ponto mais distante (afélio) — de vários corpos celestes em órbita no Sistema Solar: os planetas, os planetas anões conhecidos, incluindo Ceres, e o Cometa Halley. O comprimento das barras horizontais corresponde à amplitude extrema da órbita do corpo indicado ao redor do Sol. Essas distâncias extremas (entre periélio e afélio) constituem as linhas dos ápsides das órbitas de vários objetos ao redor de um corpo central.
Alcance da órbita de alguns corpos ao Sol, bem como algumas regiões do Sistema Solar. O ponto mais próximo da barra amarela à esquerda representa o periélio, e o mais afastado, o afélio. Quanto mais alongada a faixa associada a um corpo celeste ou conjunto de objetos, maior é sua excentricidade orbital.

### Periélio e afélio da Terra
No século XXI, a Terra atinge o periélio no início de janeiro, aproximadamente 14 dias após o solstício de dezembro. No periélio, o centro da Terra está a cerca de 0,9833 AU (147.100.000 km; 91.400.000 mi) do centro do Sol. Em contraste, a Terra atinge o afélio atualmente no início de julho, aproximadamente 14 dias após o solstício de junho. A distância no afélio entre os centros da Terra e do Sol é atualmente de cerca de 1,01664 AU (152.087.000 km; 94.503.000 mi).
As datas de periélio e afélio mudam ao longo de um século devido à precessão e a outros fatores orbitais, que seguem padrões cíclicos conhecidos como Ciclos de Milankovitch. A curto prazo, essas datas podem variar até 3 dias de um ano para outro, como no caso do afélio em 3 de julho de 2025 e 6 de julho de 2026. Essa variação de curto prazo deve-se à presença da Lua: enquanto o baricentro Terra–Lua se desloca em uma órbita estável ao redor do Sol, a posição do centro da Terra — que em média está a cerca de 4.700 km (2.900 mi) do baricentro — pode estar deslocada em qualquer direção em relação a ele, afetando o momento da aproximação mínima real entre os centros do Sol e da Terra (o que, por sua vez, define o instante do periélio em um determinado ano). Em uma escala de tempo mais longa, o último afélio em 3 de julho será em 2060, e o último periélio em 2 de janeiro será em 2089. O primeiro afélio em 7 de julho será em 2067.
Devido à maior distância no afélio, apenas 93,55% da radiação solar incide sobre uma dada área da superfície terrestre em comparação com o periélio, mas isso não explica as estações do ano, que resultam, na verdade, da inclinação do eixo da Terra de 23,4° em relação à perpendicular ao plano da órbita terrestre. De fato, tanto no periélio quanto no afélio é verão em um hemisfério enquanto é inverno no outro. O inverno ocorre no hemisfério onde a luz solar incide de forma menos direta, e o verão ocorre onde a luz solar incide de forma mais direta, independentemente da distância da Terra ao Sol.
No hemisfério norte, o verão ocorre ao mesmo tempo que o afélio, quando a radiação solar é mais baixa. Apesar disso, os verões no hemisfério norte são, em média, 2,3 °C (4 °F) mais quentes do que no hemisfério sul, porque o hemisfério norte contém maiores massas de terra, que se aquecem mais facilmente do que os mares.
O periélio e o afélio, no entanto, têm um efeito indireto sobre as estações: como a velocidade orbital da Terra é mínima no afélio e máxima no periélio, o planeta leva mais tempo para orbitar do solstício de junho ao equinócio de setembro do que do solstício de dezembro ao equinócio de março. Portanto, o verão no hemisfério norte dura ligeiramente mais (93 dias) do que o verão no hemisfério sul (89 dias).
Os astrónomos normalmente expressam o instante do periélio em relação ao primeiro ponto de Áries não em dias e horas, mas sim como um ângulo de deslocamento orbital, a chamada longitude do periastro (também chamada longitude do pericentro). Para a órbita da Terra, isso é chamado de longitude do periélio, e em 2000 era de cerca de 282,895°; em 2010, este valor tinha avançado uma pequena fração de grau para cerca de 283,067°, ou seja, um aumento médio de 62" por ano.
Para a órbita da Terra ao redor do Sol, o instante dos ápsides é frequentemente expresso em termos de tempo relativo às estações, pois isso determina a contribuição da órbita elíptica para as variações sazonais. A variação das estações é controlada principalmente pelo ciclo anual do ângulo de elevação do Sol, que resulta da inclinação do eixo da Terra medida a partir do plano da eclíptica. A excentricidade orbital da Terra e outros elementos orbitais não são constantes, mas variam lentamente devido aos efeitos perturbadores dos planetas e de outros objetos do sistema solar (ciclos de Milankovitch).
Em uma escala de tempo muito longa, as datas de periélio e de afélio avançam ao longo das estações, completando um ciclo a cada 22 000 a 26 000 anos. Por volta do ano 3800, o periélio ocorrerá regularmente em fevereiro. Existe um movimento correspondente da posição das estrelas vistas da Terra, chamado precessão dos ápsides (estreitamente relacionada com a precessão axial). As datas e horas de periélio e afélio para vários anos passados e futuros estão listadas na tabela a seguir:
| Ano  | Periélio       | Periélio   | Afélio      | Afélio     |
| Ano  | Data           | Hora (UTC) | Data        | Hora (UTC) |
| ---- | -------------- | ---------- | ----------- | ---------- |
| 2010 | 3 de janeiro   | 00:09      | 6 de julho  | 11:30      |
| 2011 | 3 de janeiro   | 18:32      | 4 de julho  | 14:54      |
| 2012 | 5 de janeiro   | 00:32      | 5 de julho  | 03:32      |
| 2013 | 2 de janeiro   | 04:38      | 5 de julho  | 14:44      |
| 2014 | 4 de janeiro   | 11:59      | 4 de julho  | 00:13      |
| 2015 | 4 de janeiro   | 06:36      | 6 de julho  | 19:40      |
| 2016 | 2 de janeiro   | 22:49      | 4 de julho  | 16:24      |
| 2017 | 4 de janeiro   | 14:18      | 3 de julho  | 20:11      |
| 2018 | 3 de janeiro   | 05:35      | 6 de julho  | 16:47      |
| 2019 | 3 de janeiro   | 05:20      | 4 de julho  | 22:11      |
| 2020 | 5 de janeiro   | 07:48      | 4 de julho  | 11:35      |
| 2021 | 2 de janeiro   | 13:51      | 5 de julho  | 22:27      |
| 2022 | 4 de janeiro   | 06:55      | 4 de julho  | 07:11      |
| 2023 | 4 de janeiro   | 16:17      | 6 de julho  | 20:07      |
| 2024 | 3 de janeiro   | 00:39      | 5 de julho  | 05:06      |
| 2025 | 4 de janeiro   | 13:28      | 3 de julho  | 19:55      |
| 2026 | 3 de janeiro   | 17:16      | 6 de julho  | 17:31      |
| 2027 | 3 de janeiro   | 02:33      | 5 de julho  | 05:06      |
| 2028 | 5 de janeiro   | 12:28      | 3 de julho  | 22:18      |
| 2029 | 2 de janeiro   | 18:13      | 6 de julho  | 05:12      |
| 2030 | 3 de janeiro   | 10:12      | 4 de julho  | 12:58      |
| 2031 | 4 de janeiro   | 20:48      | 6 de julho  | 07:10      |
| 2032 | 3 de janeiro   | 05:11      | 5 de julho  | 11:54      |
| 2033 | 4 de janeiro   | 11:51      | 3 de julho  | 20:52      |
| 2034 | 4 de janeiro   | 04:47      | 6 de julho  | 18:49      |
| 2035 | 3 de janeiro   | 00:54      | 5 de julho  | 18:22      |
| 3800 | 2 de fevereiro |            | 4 de agosto |            |

### Outros planetas
A tabela a seguir mostra as distâncias dos planetas e planetas anões ao Sol nos seus periélios e afélios.

| Tipo de corpo | Corpo    | Distância do Sol no periélio | Distância do Sol no periélio | Distância do Sol no afélio | Distância do Sol no afélio | Diferença (%) | Diferença de insolação (%) |
| Tipo de corpo | Corpo    | (km)                         | (milhas)                     | (km)                       | (milhas)                   | Diferença (%) | Diferença de insolação (%) |
| ------------- | -------- | ---------------------------- | ---------------------------- | -------------------------- | -------------------------- | ------------- | -------------------------- |
| Planeta       | Mercúrio | 46.001.009 km                | 28.583.702 mi                | 69.817.445 km              | 43.382.549 mi              | 34,1%         | 56,6%                      |
| Planeta       | Vênus    | 107.476.170 km               | 66.782.600 mi                | 108.942.780 km             | 67.693.910 mi              | 1,3%          | 2,7%                       |
| Planeta       | Terra    | 147.098.291 km               | 91.402.640 mi                | 152.098.233 km             | 94.509.460 mi              | 3,3%          | 6,5%                       |
| Planeta       | Marte    | 206.655.215 km               | 128.409.597 mi               | 249.232.432 km             | 154.865.853 mi             | 17,1%         | 31,2%                      |
| Planeta       | Júpiter  | 740.679.835 km               | 460.237.112 mi               | 816.001.807 km             | 507.040.016 mi             | 9,2%          | 17,6%                      |
| Planeta       | Saturno  | 1.349.823.615 km             | 838.741.509 mi               | 1.503.509.229 km           | 934.237.322 mi             | 10,2%         | 19,4%                      |
| Planeta       | Urano    | 2.734.998.229 km             | 1,699449110×109 mi           | 3.006.318.143 km           | 1,868039489×109 mi         | 9,0%          | 17,2%                      |
| Planeta       | Netuno   | 4.459.753.056 km             | 2,771162073×109 mi           | 4.537.039.826 km           | 2,819185846×109 mi         | 1,7%          | 3,4%                       |
| Planeta anão  | Ceres    | 380.951.528 km               | 236.712.305 mi               | 446.428.973 km             | 277.398.103 mi             | 14,7%         | 27,2%                      |
| Planeta anão  | Plutão   | 4.436.756.954 km             | 2,756872958×109 mi           | 7.376.124.302 km           | 4,583311152×109 mi         | 39,8%         | 63,8%                      |
| Planeta anão  | Haumea   | 5.157.623.774 km             | 3,204798834×109 mi           | 7.706.399.149 km           | 4,788534427×109 mi         | 33,1%         | 55,2%                      |
| Planeta anão  | Makemake | 5.671.928.586 km             | 3,524373028×109 mi           | 7.894.762.625 km           | 4,905578065×109 mi         | 28,2%         | 48,4%                      |
| Planeta anão  | Éris     | 5.765.732.799 km             | 3,582660263×109 mi           | 14.594.512.904 km          | 9,068609883×109 mi         | 60,5%         | 84,4%                      |

1. ↑  A diferença é definida como {\textstyle 1-{\frac {\text{distância no periélio}}{\text{distância no afélio}}}}
2. ↑  A diferença de insolação é definida como {\textstyle 1-\left({\frac {\text{distância no periélio}}{\text{distância no afélio}}}\right)^{2}}